# Litsea hansenii
Litsea hansenii är en lagerväxtart som beskrevs av Kostermans. Litsea hansenii ingår i släktet Litsea och familjen lagerväxter. Inga underarter finns listade i Catalogue of Life.